# Miss Universo España 2018
Miss Universo España 2018 (en inglés y oficialmente Miss Universe Spain 2018) fue la 6.ª edición del certamen Miss Universo España. Se llevó a cabo el 29 de junio de 2018 en el Auditorio Augusto del Palau Firal i de Congressos de Tarragona. Sofía del Prado, Miss Universo España 2017, coronó a Ángela Ponce como Miss Universo España 2018, la cual representó a España en el certamen Miss Universo 2018, convirtiéndose en la primera persona transexual en ser candidata a Miss Universo.

## Resultados
| Posiciones                | Candidatas                      |
| ------------------------- | ------------------------------- |
| Miss Universo España 2018 | - Sevilla - Ángela Ponce        |
| Primera finalista         | - Madrid - Miriam Paredes       |
| Segunda finalista         | - Madrid - Sheila Monjas        |
| Tercera finalista         | - Zaragoza - Raquel Arias       |
| Cuarta finalista          | - Cantabria - Vanessa Fernández |
| Quinta finalista          | - Madrid - Andrea de las Heras  |

## Premios especiales
| Resultado              | Candidata             |
| ---------------------- | --------------------- |
| Miss Simpatía          | - Noelia Roel         |
| Miss Pierre & Vacances | - Andrea de las Heras |
| Miss Marco Aldany      | - Ángela Ponce        |
| Miss Popularidad       | - Raquel Arias        |

## Candidatas
(En la lista se utiliza su nombre completo, los sobrenombres van entrecomillados y los apellidos utilizados como nombre artístico, entre paréntesis; fuera de ella se utilizan sus nombres «artísticos» o simplificados).
| N.º | Candidata                      | Edad | Procedencia  |
| --- | ------------------------------ | ---- | ------------ |
| 1   | Sheila Monjas León             | 21   | Madrid       |
| 2   | Miriam Paredes Gines           | 24   | Madrid       |
| 3   | Daniela Diana González Lorenzo | 17   | Tenerife     |
| 4   | Romina Arias Ramírez           | 19   | Zaragoza     |
| 5   | Anakristina Rivero Quero       | 18   | Zaragoza     |
| 6   | Patricia Lamana Herrero        | 20   | Madrid       |
| 7   | Mireia Cano Balsellels         | 24   | Barcelona    |
| 8   | Noelia Roel Agrelo             | 27   | Galicia      |
| 9   | Aitana Jiménez Galán           | 18   | Tenerife     |
| 10  | Vanessa Fernández Ochoa        | 21   | Cantabria    |
| 11  | Paula Wendy Flores Pérez       | 21   | Tenerife     |
| 12  | Ariadna Ignacia Cerrato Suárez | 21   | Tarragona    |
| 13  | Raquel Arias Jiménez           | 26   | Madrid       |
| 14  | Ana Favia Fernández Córdoba    | 24   | Sevilla      |
| 15  | Magnolia Martínez Ren          | 19   | Alicante     |
| 16  | Mari Cayrols Puigmont          | 22   | Valencia     |
| 17  | Andrea de las Heras            | 23   | Madrid       |
| 18  | Susana Sánchez Agustín         | 25   | Salamanca    |
| 19  | Paola López Caballero          | 18   | Gran Canaria |
| 20  | Ángela María Ponce Camacho     | 27   | Sevilla      |

## Jurado
1. JOHN MIRANDA 
- Diseñador colombiano de modas, Radicado en Nueva York.
2. GELY GERKA
- Directora de imagen de Drusdum Cosmetic Clinic en Irlanda.
3. LUCHO ORTEGA
- Estilista y asesor de imagen panameño, experto en certámenes de belleza.
4. KATTY PULIDO
- Fundadora y directora de La Agencia y Academia de Modelos Patty Pulido Int.
5. JUNIOR EXIDIO ZELAYA
- Periodista hondureño radicado en Nueva York, director de Jez Productions.
6. LAURE FENECH. 
- Responsable de ventas de Francia & Marketing para Pieree Vacances.
7. DAVO RUIZ (Vicepresidente)
- Director y emprendedor de ONEWAY.
8. Mariló Sánchez (presidenta).-CEO y fundadora de ElCampus360 y Campus Emprendedores.